# Julius James
Julius James (Maloney Gardens, 9 luglio 1984) è un ex calciatore trinidadiano, di ruolo difensore.